# Владычкинская
Владычкинская, в верхнем течении Каменка, — река в России, протекает по Лужскому району Ленинградской области.
Исток — в болотах северо-западнее платформы Росинка. Протекает через массив садоводств у станции Мшинская. Устье реки находится в 36 км по правому берегу реки Ящера. Длина реки составляет 10 км.

## Данные водного реестра
По данным государственного водного реестра России относится к Балтийскому бассейновому округу, водохозяйственный участок реки — Луга от в/п Толмачево до устья. Относится к речному бассейну реки Нарва (российская часть бассейна).
Код объекта в государственном водном реестре — 01030000612102000026091.